# Pedar Jalvi

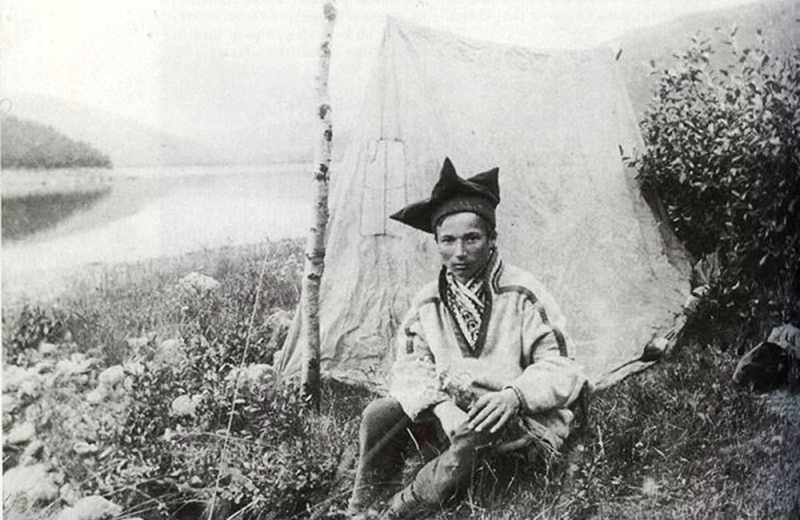
Pedar Jalvi, um 1905

Pedar oder Peđar Jalvi, finnisch Piera Klemetinpoika Helander, nordsamisch Lemehaš-Biehtár (10. April 1888 in Outakoski – 8. August 1916 in Inari), war ein saamischer Dichter und Lehrer in Finnland.
Jalvi besuchte das Lehrerkolleg in Jyväskylä, wo er 1915 sein Studium beendete. Anschließend arbeitete er als Lehrer. Er starb bereits im Alter von 28 Jahren an Tuberkulose.
Pedar Jalvi war auch unter dem finnischen Namen Pekka Pohjansäde bekannt.

## Werk
1915 erschien seine erste Lyrik- und Novellensammlung Muohtačalmmit (Schneeflocken), welche er während seiner Zeit als Lehrer in Savitaipale schrieb. In seine Lyrik ließ er die damals in Finnland vorherrschenden national-romantischen Strömungen einfließen. Die Naturbilder in seiner Sprache stehen stellvertretend für Identität. Es war ein weiterer wichtiger Schritt für die saamische Identität in Finnland und den anderen skandinavischen Ländern. Jalvi wird deshalb auch zu den Begründern der saamischen Literatur gezählt, da er zu den ersten Schriftstellern gehörte, die ihr Werk in ihrer Muttersprache herausgaben und somit einer der ersten saamischen Schriftsteller, welcher das Saamische als Literatursprache verwendete.
1966 erschien posthum Sabmelaččai maidnasak ja muihtalusak, eine Sammlung von Geschichten und Gedichten der Saami, die Jalvi während seiner Zeit als Lehrer gesammelt hatte, jedoch aufgrund seines frühen Todes nicht mehr veröffentlichen konnte.

### In Anthologie (Original und deutsche Übersetzung)
- Worte verschwinden / fliegen / zum blauen Licht : Samische Lyrik von Joik bis Rap. In: Johanna Domokos, Christine Schlosser, Michael Rießler (Hrsg.): Samica. Band 4. Albert-Ludwigs-Universität Freiburg, Freiburg 2019, ISBN 978-3-9816835-3-0, S. 110–115.